# Чистый, Александр Евгеньевич
Александр Евгеньевич Чистый (бел. Аляксандр Яўгенавіч Чысты; 14 января 1972, Минск, Белорусская ССР, СССР) — российский и белорусский футболист, играл на позиции вратаря.

## Карьера
Воспитанник бобруйского «Трактора», где и начинал карьеру, однако матчей за основную команду не провёл. Первые игры провёл в клубе «Беларусь» Марьина Горка. Далее играл за солигорский «Шахтёр». В 1996 году перешёл в российский клуб «Локомотив» Нижний Новгород, за который в чемпионате России дебютировал 3 июля в выездном матче 14-го тура против «Ростсельмаша». Далее играл в «Торпедо» Павлово. С 2001 года выступал за пермский «Амкар», с которым в 2003 году добился права выступать в Премьер-лиге. В январе 2004 года продлил контракт с клубом на один год,. В 2005 году выступал за «Металлург-Кузбасс». В 2006 году играл за «Кузбасс» Кемерово. Завершил карьеру в 2007 году в челябинском «Зените». Когда закончил карьеру, безуспешно пытался остаться в футболе. В 2010 году устроился на ООО НПО «ИСКРА» слесарем, по состоянию на конец 2015 года работал там же начальника участка.